# Monzón de Campos (kommunhuvudort)
Monzón de Campos är en kommunhuvudort i Spanien.   Den ligger i provinsen Provincia de Palencia och regionen Kastilien och Leon, i den norra delen av landet, 200 km norr om huvudstaden Madrid. Monzón de Campos ligger 755 meter över havet och antalet invånare är 685.
Terrängen runt Monzón de Campos är huvudsakligen lite kuperad. Monzón de Campos ligger nere i en dal. Runt Monzón de Campos är det mycket glesbefolkat, med 7 invånare per kvadratkilometer. Närmaste större samhälle är Palencia, 12,1 km söder om Monzón de Campos. Trakten runt Monzón de Campos består till största delen av jordbruksmark.